# Aviassiminea
Aviassiminea là một chi ốc có mài nhỏ, là động vật thân mềm chân bụng sống ở biển trong họ Assimineidae.

## Các loài
Các loài thuộc chi Aviassiminea bao gồm:
- Aviassiminea palitans Fukuda & Ponder, 2003[2]